# Handebol nos Jogos Olímpicos de Verão de 1996
O handebol nos Jogos Olímpicos de Verão de 1996 foi disputado em Atlanta, nos Estados Unidos.

## Masculino
| Ouro. | Prata. | Bronze. |
| Croácia Vladimir Jelčić Goran Perkovac Irfan Smajlagić Božidar Jović Alvaro Načinović Vladimir Šujster Bruno Gudelj Nenad Kljaić Iztok Puc Zoran Mikulić Patrik Ćavar Venio Losert Valner Franković Slavko Goluža Valter Matošević Zlatan Saračević | Suécia Tomas Svensson Martin Frändesjö Mats Olsson Robert Hedin Magnus Wislander Tomas Sivertsson Ola Lindgren Per Carlén Erik Hajas Johan Pettersson Stefan Löfgren Robert Andersson Pierre Thorsson Staffan Olsson Magnus Andersson Andreas Larsson | Espanha Jaume Fort Demetrio Lozano Salvador Esquer Rafael Guijosa Fernando Hernández Raúl González Iñaki Urdangarin Jesús Olalla Mateo Garralda Talant Douichebaev Jesús Fernández Alberto Urdiales Jordi Nuñez Juan Pérez José Javier Hombrados Aitor Etxaburu |

### Primeira fase

#### Grupo A
| Equipe             | Pts | J | V | E | D | GP  | GC  |
| ------------------ | --- | - | - | - | - | --- | --- |
| SWE Suécia         | 10  | 5 | 5 | 0 | 0 | 131 | 94  |
| CRO Croácia        | 8   | 5 | 4 | 0 | 1 | 132 | 122 |
| RUS Rússia         | 6   | 5 | 3 | 0 | 2 | 137 | 106 |
| SUI Suíça          | 4   | 5 | 2 | 0 | 3 | 126 | 115 |
| USA Estados Unidos | 2   | 5 | 1 | 0 | 4 | 111 | 142 |
| KUW Kuwait         | 0   | 5 | 0 | 0 | 5 | 100 | 158 |

| 24 de julho    |       |                |
| Rússia         | 32–20 | Kuwait         |
| Croácia        | 23–22 | Suíça          |
| Suécia         | 23–19 | Estados Unidos |
| 25 de julho    |       |                |
| Kuwait         | 22–31 | Croácia        |
| Suíça          | 19–26 | Suécia         |
| Rússia         | 31–16 | Estados Unidos |
| 27 de julho    |       |                |
| Suíça          | 33–16 | Kuywait        |
| Suécia         | 22–20 | Rússia         |
| Croácia        | 35–27 | Estados Unidos |
| 29 de julho    |       |                |
| Suécia         | 33–18 | Kuwait         |
| Rússia         | 24–25 | Croácia        |
| Estados Unidos | 20–29 | Suíça          |
| 31 de julho    |       |                |
| Rússia         | 30–23 | Suíça          |
| Croácia        | 18–27 | Suécia         |
| Kuwait         | 24–29 | Estados Unidos |

#### Grupo B
| Equipe       | Pts | J | V | E | D | GP  | GC  |
| ------------ | --- | - | - | - | - | --- | --- |
| FRA França   | 8   | 5 | 4 | 0 | 1 | 145 | 114 |
| ESP Espanha  | 8   | 5 | 4 | 0 | 1 | 114 | 97  |
| EGY Egito    | 6   | 5 | 3 | 0 | 2 | 113 | 103 |
| GER Alemanha | 6   | 5 | 3 | 0 | 2 | 121 | 112 |
| ALG Argélia  | 1   | 5 | 0 | 1 | 4 | 95  | 117 |
| BRA Brasil   | 1   | 5 | 0 | 1 | 4 | 100 | 145 |

| 24 de julho |       |          |
| França      | 27–25 | Espanha  |
| Egito       | 19–16 | Argélia  |
| Alemanha    | 30–20 | Brasil   |
| 25 de julho |       |          |
| Argélia     | 22–33 | França   |
| Espanha     | 22–20 | Alemanha |
| Brasil      | 20–31 | Egito    |
| 27 de julho |       |          |
| Espanha     | 20–14 | Argélia  |
| Alemanha    | 22–24 | Egito    |
| França      | 37–23 | Brasil   |
| 29 de julho |       |          |
| Egito       | 20–25 | França   |
| Alemanha    | 25–23 | Argélia  |
| Brasil      | 17–27 | Espanha  |
| 31 de julho |       |          |
| Egito       | 19–20 | Espanha  |
| França      | 23–24 | Alemanha |
| Argélia     | 20–20 | Brasil   |

### Classificação 5º-12º lugar

#### 11º-12º lugar
| 2 de agosto |       |        |
| Kuwait      | 25–31 | Brasil |

#### 9º-10º lugar
| 2 de agosto |       |                |
| Argélia     | 26–27 | Estados Unidos |

#### 7º-8º lugar
| 2 de agosto |       |          |
| Suíça       | 16–23 | Alemanha |

#### 5º-6º lugar
| 2 de agosto |       |        |
| Egito       | 26–29 | Rússia |

### Semifinal
| 2 de agosto |       |         |
| Suécia      | 25–20 | Espanha |
| França      | 20–24 | Croácia |

### Disputa pelo bronze
| 4 de agosto |       |        |
| Espanha     | 27–25 | França |

### Final
| 4 de agosto |       |         |
| Suécia      | 26–27 | Cróacia |

### Classificação final
| Pos. | País           |
| ---- | -------------- |
|      | Croácia        |
|      | Suécia         |
|      | Espanha        |
| 4    | França         |
| 5    | Rússia         |
| 6    | Egito          |
| 7    | Alemanha       |
| 8    | Suíça          |
| 9    | Estados Unidos |
| 10   | Argélia        |
| 11   | Brasil         |
| 12   | Kuwait         |

## Feminino
| Ouro. | Prata. | Bronze. |
| Dinamarca Lene Rantala Anne Dorthe Tanderup Camilla Andersen Tina Bøttzau Anette Hoffman Anja Hansen Marianne Florman Janne Kolling Conny Hamann Anja Andersen Gitte Madsen Gitte Sunesen Heidi Astrup Tonje Kærgård Susanne Lauritsen Kristine Andersen | Coreia do Sul Cho Eun-Hee Han Sun-Hee Hong Jeong-Ho Huh Soon-Young Kim Cheong-Sim Kim Eun-Mi Kim Jeong-Mi Kim Mi-Sim Kim Rang Kwag Hye-Jeong Lee Sang-Eun Lim O-Kyeong Moon Hyang-Ja Oh Sung-Ok Oh Yong-Ran Park Jeong-Lim | Hungria Éva Erdős Andrea Farkas Beáta Hoffmann Anikó Kántor Erzsébet Kocsis Beatrix Kökény Eszter Mátéfi Auguszta Mátyás Anikó Meksz Anikó Nagy Helga Németh Ildikó Pádár Beáta Siti Anna Szántó Katalin Szilágyi Beatrix Tóth |

### Primeira fase

#### Grupo A
| Equipe             | Pts | J | V | E | D | GP | GC |
| ------------------ | --- | - | - | - | - | -- | -- |
| DEN Dinamarca      | 6   | 3 | 3 | 0 | 0 | 89 | 62 |
| HUN Hungria        | 4   | 3 | 2 | 0 | 1 | 81 | 70 |
| CHN China          | 2   | 3 | 1 | 0 | 2 | 71 | 83 |
| USA Estados Unidos | 0   | 3 | 0 | 0 | 3 | 64 | 90 |

| 26 de julho    |       |                |
| Hungria        | 29–19 | China          |
| Dinamarca      | 29–19 | Estados Unidos |
| 28 de julho    |       |                |
| China          | 21–31 | Dinamarca      |
| Estados Unidos | 24–30 | Hungria        |
| 30 de julho    |       |                |
| Hungria        | 22–27 | Dinamarca      |
| China          | 31–21 | Estados Unidos |

#### Grupo B
| Equipe            | Pts | J | V | E | D | GP | GC |
| ----------------- | --- | - | - | - | - | -- | -- |
| KOR Coreia do Sul | 6   | 3 | 3 | 0 | 0 | 83 | 60 |
| NOR Noruega       | 4   | 3 | 2 | 0 | 1 | 79 | 66 |
| GER Alemanha      | 2   | 3 | 1 | 0 | 2 | 70 | 73 |
| ANG Angola        | 0   | 3 | 0 | 0 | 3 | 49 | 83 |

| 26 de julho   |       |               |
| Noruega       | 30–18 | Angola        |
| Coreia do Sul | 33–20 | Alemanha      |
| 28 de julho   |       |               |
| Angola        | 19–25 | Coreia do Sul |
| Alemanha      | 23–28 | Noruega       |
| 30 de julho   |       |               |
| Alemanha      | 27–12 | Angola        |
| Coreia do Sul | 25–21 | Noruega       |

### Classificação 5º-8º lugar

#### 7º-8º lugar
| 1 de agosto    |       |        |
| Estados Unidos | 23–24 | Angola |

#### 5º-6º lugar
| 1 de agosto |       |       |
| Alemanha    | 26–28 | China |

### Semifinal
| 1 de agosto   |       |         |
| Dinamarca     | 23–19 | Noruega |
| Coreia do Sul | 39–25 | Hungria |

### Disputa pelo bronze
| 3 de agosto |       |         |
| Noruega     | 18–20 | Hungria |

### Final
| 3 de agosto |       |               |
| Dinamarca   | 37–31 | Coreia do Sul |

### Classificação final
| Pos. | País           |
| ---- | -------------- |
|      | Dinamarca      |
|      | Coreia do Sul  |
|      | Hungria        |
| 4    | Noruega        |
| 5    | China          |
| 6    | Alemanha       |
| 7    | Angola         |
| 8    | Estados Unidos |